# 吉貝爾
甚平（ジンベエ）是日本漫畫家尾田榮一郎所創作的少年漫畫《航海王》中的虛構角色，是該作品的中的一位主要角色。是主角魯夫的第9位夥伴，草帽海賊團的掌舵手。前任「王下七武海」之一，原太陽海賊團船長。在魚人島篇時約定將與魯夫等人同行，後在圓蛋糕島篇正式加入，並在和之國篇完成與魯夫的約定成功會合。

## 設計
「吉貝爾」的原意為鯨鯊（日文為，台灣俗稱為「豆腐鯊」）。

## 人物
吉貝爾為鯨鯊魚人，特徵是捲眉毛和鬢角，髮型為丁髷風，下巴蓄著粗黑的短鬍子，左眼眼角有著閃電紋路般的傷痕，身材寬大，下顎有兩顆大牙齒，代表「太陽海賊團」的太陽標誌位於胸口中，經常穿著繡有花紋的浴衣、日本木屐。血型為F型。
擁有可以一擊毀掉整個海賊團的怪力，擅長「魚人空手道」和「魚人柔術」，因為種族與成長環境影響，能夠和海裡的魚類（尤其是鯨鯊）溝通與指示牠們，熟知海洋的動態，同時在海中可發揮最大力量。
為人行俠仗義，有「海俠」之稱，有著明智冷靜的判斷力。在海軍本部對七武海的「強制召集」中，是唯一一位拒絕與白鬍子海賊團對立的七武海。

## 能力
吉貝爾擅長魚人空手道，能夠將魚人族天生怪力發揮最大的武術；也擅長魚人柔術，將海水當作武器扔出，如在海中可發揮最大力量。
吉貝爾擁有優秀的掌舵術，能像驅使自己的四肢一樣操縱單桅帆船。
此外，吉貝爾擅長運用見聞色霸氣、武裝色霸氣。「梅花皮」將武裝色纏繞雙手而十字交疊能擋下強大攻擊。

## 劇中表現
吉貝爾童年時期的模樣出現在漫畫單行本第63集，當時的吉貝爾留著一頭黃色短髮，已經開始在學習魚人空手道。第二部的劇情曾出現年輕時期的吉貝爾，當時30歲的他留著一頭黑色的短髮（腦勺以下為黃色），嘴邊常叼著煙斗（這習慣自加入太陽海賊團後就不再出現）。
吉貝爾青年時期原為魚人島的無法地帶「魚人街」中的混混，對當時「魚人街」的老大費雪·泰格十分敬仰，還在費雪·泰格出外冒險後成為了他的接班人。後來，吉貝爾離開魚人街加入龍宮王國的尼普頓軍隊，成為軍隊領導者。雖然身為龍宮王國的一員，但對於乙姬王妃宣揚的「魚人族和人類共存」理想卻不以為然，更認為她辦的簽署活動是白費力氣。第二部劇情的16年前，當時的冒險家費雪·泰格剛解放天龍人的奴隸回到魚人島，一眾往日在魚人街出身的伙伴為保護與世界政府為敵的泰格，決定重新聚集一起，成立了太陽海賊團，吉貝爾為了追隨費雪·泰格，不惜放棄軍隊的職位，退出軍隊加入太陽海賊團；然而，對於同為「魚人街」出身的惡龍則十分鄙視，還以「廢物」、「垃圾」來稱呼他。同時受到費雪·泰格被世界政府敵對的影響，他變得憎恨人類，與海軍戰鬥時即使對方已經失去意識仍不停手。
吉貝爾正式隨太陽海賊團出航，並經常和欲取費雪·泰格性命的海軍和海賊交戰。初期的吉貝爾與惡龍一樣，時常以報復的心態濫殺來襲的人類，其手段甚至殘酷到連惡龍都會想要制止；但在聽過費雪·泰格冤冤相報的教訓後，吉貝爾逐漸改變其作風，亦漸與惡龍走遠。在經歷一段時間與人類的戰鬥後，吉貝爾開始被海軍懸賞7,600萬貝里。吉貝爾在費雪·泰格死後接替了他的領導人位置，成為太陽海賊團的船長。於八年前接受世界政府的邀請，加盟「王下七武海」，用意為讓太陽海賊團底下成員可以安然返回魚人島及彌補費雪·泰格成立太陽海賊團與海軍交戰對乙姬王妃實行理念的傷害。在此同時，被海軍抓到並且押入海底監獄的惡龍被釋放，雖然吉貝爾一再提醒不要帶著「對人類的憎恨和憤怒」活在世上，但惡龍因為不屑待在成為人類走狗的吉貝爾的保護傘之下，堅持恢復到以前的生活，並對吉貝爾放話說除非抱持著想殺死他的決心，否則就放他自由，面對無法理解泰格遺願的惡龍，憤怒的吉貝爾將他打到差點昏迷，但卻因為念在過去是魚人街的老交情，吉貝爾最後仍沒有把惡龍給殺死，但這也使惡龍從此脫離了太陽海賊團，到東海建立新地盤，同是太陽海賊團成員的馬可羅三人組也脫離海賊團繼續做他們老本行。龍宮王國的乙姬王妃遭人暗殺身亡後，當時還是龍宮城士兵的荷帝·瓊斯聲稱自己抓住殺害乙姬王妃的人類海賊，儘管吉貝爾力勸荷帝·瓊斯不可在魚人島民眾面前公開此事，但荷帝·瓊斯仍公布了兇手的身分（實為荷帝·瓊斯暗殺乙姬王妃，並將罪名扣在雇用的人類海賊身上），令魚人島上許多魚人和人魚對人類徹底絕望。後來吉貝爾和同為太陽海賊團成員的阿拉丁，出席了乙姬王妃的葬禮。
世界最高權力的「五老星」曾表示，當初邀請他加盟王下七武海，是想藉以加強種族間的和諧。吉貝爾的據點在魚人島。自從進入了「大海賊時代」之後，魚人島變成了「無法地帶」，大量前往新世界的海賊前來作亂，不少魚人和人魚被外來者捕捉及販賣作奴隸。就在絕望之際，「白鬍子」艾德華·紐蓋特蒙受年輕魚人島國王尼普頓款待喝下象徵友情的交杯酒，親自出手對上來犯海賊，並宣布「別在我朋友的地盤上胡作非為，流鼻涕的小鬼」、「這個島是我的地盤」；自此以後，沒有任何海賊、海軍再敢對魚人島出手，使島恢復了和平，因此他對「白鬍子」心存感激，跟他的兒子們一樣尊稱他「老爹」。吉貝爾表示，因為他喜歡白鬍子海賊團，所以經常出入「白鬍子」的船，就是想為「白鬍子」盡一點點力；但礙於「王下七武海」的立場，他只能暗地裡行動。而在得知作為黑桃海賊團船長的波特卡斯·D·艾斯在魚人島燒毀白鬍子海賊團旗幟作為宣戰布告時相當憤怒，開始一路跟蹤黑桃海賊團的船隻到達白鬍子海賊團的駐點，並當著艾斯的面扯下黑桃海賊團旗幟扔在地上，此舉惹惱了艾斯，兩人隨即展開激烈交戰，並5日5夜未分勝負。

### 第一部
即使被剝奪王下七武海的名號及犧牲他的性命，也要阻止大戰（理由是不願跟白鬍子對立，而且也希望能救艾斯），因此拒絕海軍的強制召集，最後被囚禁於海底監獄「推進城」Level 6，和艾斯被關在同一牢房。在牢房之中，艾斯對他說起了「弟弟」魯夫的事情，並囑咐他代其好好關照魯夫。跟著魯夫等人逃出推進城的期間，魯夫因為遇上將艾斯送入推進城的「黑鬍子」馬歇爾·D·汀奇，氣憤的想上前打倒對方，吉貝爾及時出手阻止了魯夫。逃出推進城的時候，吉貝爾呼喚鯨鯊群，讓魯夫等人得以順利乘上搶來的軍艦，趕到「馬林福特」與革命軍幹部兼卡馬帕卡王國國王「人妖王」艾波利歐·伊娃柯夫一起陪同魯夫參與戰爭，引來海水消滅殭屍軍團，重擊了月光·摩利亞後離開繼續掩護魯夫，並道出「海軍本部」將會是自己的葬身之地。帶走因親眼目睹艾斯之死而昏倒的魯夫逃離時，被「赤犬」盃重傷，與魯夫獲得「死亡外科醫生」托拉法爾加·D·瓦特爾·羅救援並接受治療，並在亞馬遜百合叢林制止了精神崩潰的魯夫，以精神訓話點醒了他。傷勢痊癒後，吉貝爾請「蛇姬」波雅·漢考克分些糧食讓他充飢，結果意外的在女人島岸邊和「冥王」席爾巴斯·雷利再度會面。後來，與「冥王」雷利陪同魯夫重返「海軍總部」馬林福特，奪下一艘軍艦進行「水葬之禮」、魯夫敲響16下鐘及留下花束後，便瞬即離開。其後他騎乘鯨鯊向魯夫告別，說道本想在大事件中「死得其所」，但現下卻苟且偷生，他日定必再助其一臂之力；並約定兩年後在魚人島等待魯夫與伙伴到臨。之後，吉貝爾為了確保「白鬍子」身故後還有人能夠守護魚人島，而找上了同為四皇的「BIG MOM」夏洛特·莉莉。但作為交換條件，太陽海賊團也因此併入了BIG MOM的旗下。

### 第二部
「頂點戰爭」發生兩年後，人魚海咪和魯夫在魚人島上再度相會並聊到吉貝爾，根據海咪所說，由於吉貝爾在「頂點戰爭」親自放棄「王下七武海」的頭銜，使得魚人海賊團無法在魚人島上立足，因此大事件結束後，吉貝爾率領魚人海賊團離開了魚人島。但吉貝爾離開前，特地委託魚人島龍宮王國的3位王子將「別和荷帝·瓊斯戰鬥」與「在海之森林等候」的口信轉達給魯夫。當魯夫、娜美、香吉士、喬巴、佛朗基、海咪、白星公主、丹、小八到達海之森林與吉貝爾會面後，吉貝爾除了因見到遭班塔·戴肯九世重傷的小八，以及為躲避班塔·戴肯九世而藏身硬殼塔10年的白星公主感到錯愕不已外，還為魯夫貿然將白星帶出龍宮城一事感到不妥。他道出自己正是11年前解放惡龍的推手，除了為惡龍一夥行人在可可雅西村犯下的罪行向娜美等人謝罪以外，還在透露過去發生在魚人島上的事件後，含淚跪謝娜美不再惦記惡龍一行人迫害可可雅西村一事。
當吉貝爾和魯夫等人獲知荷帝·瓊斯企圖統治魚人島的企劃時，吉貝爾為了制止魯夫衝動回到龍宮城拯救索隆、騙人布、布魯克，挺身和魯夫展開決鬥，結果因為羅賓施展能力分身制止兩人的緣故，吉貝爾和魯夫來不及停下攻擊便打到對方，還因此波及香吉士，事後吉貝爾再次制止魯夫的衝動行徑，對於魯夫缺乏航海知識全交給同伴處理有些感嘆，和草帽海賊團安排拯救龍宮王國等人的企劃，便跟著白星與梅卡洛趕到魚協和廣場企圖解救魚人島國王尼普頓，「假裝」落入了荷帝·瓊斯的陷阱，後來在草帽海賊團的協助下順利脫困，得知白星幾年來隱瞞荷帝·瓊斯殺害乙姬王妃真相的原委，便告訴白星「當所有人有著能夠獨自承受仇恨，而不讓它擴散的想法時，就會是紛爭消失，人類和魚人族消除隔閡的時候」，決定今後將由他守護白星多年來維護的想法，並協助草帽海賊團對抗新魚人海賊團與班塔·戴肯九世。「魚人島事件」告一段落後，吉貝爾自願提供自己的血液為魯夫輸血，魯夫也在這時候邀請他加入草帽海賊團。當時吉貝爾很高興魯夫看重自己，但也對魯夫表示在自己貫徹海賊的「仁義之道」之前請耐心等侯，到時候草帽海賊團如果不嫌棄的話定當成為夥伴。其後，吉貝爾在龍宮城慶功宴會期間，對魯夫等人提及這兩年之間的世界大局變化，並且對「黑鬍子」汀奇利用「白鬍子」生前的震動果實能力稱霸海域感到不齒與擔憂。慶功宴結束後，吉貝爾告訴尼普頓，當初委身併入BIG MOM旗下，純粹為了魚人島的安危著想；但如今他已經有加入草帽海賊團並退出BIG MOM旗下的覺悟，更同意讓尼普頓準備在魚人島失去BIG MOM庇護時，借用草帽海賊團的旗幟守護魚人島；卻在這時得知魯夫向BIG MOM宣戰的消息。之後，吉貝爾隨海咪與小八等抵達珊瑚之丘，送別魯夫等人離開魚人島。
根據扉頁連載，「濕髮」格列佛在魯夫等人離開魚人島後，再度綁架人魚海灣的人魚，正想滿載而歸、販賣人魚獲取暴利時，路過此處的吉貝爾剛好親眼目擊格列佛的惡行，遂利用魚人空手道一拳擊敗格列佛，成功地為險遭綁架的人魚們解危。吉貝爾為了防範格列佛使用惡魔果實的能力脫逃，還特地將後者套上枷鎖並裝進木桶裡，便帶著格列佛搭上鍍著泡膜的小船離開魚人島，將格列佛棄置於荒廢的海軍G-5基地後便先行離去。魯夫等人和托拉法爾加·D·瓦特爾·羅擊潰前任海軍科學家凱薩·克勞恩為首的勢力後，吉貝爾正好從報紙裡讀得魯夫等人和羅結盟，唐吉訶德·多佛朗明哥辭去王下七武海和多雷斯羅薩王國國王的職位，以及尤斯塔斯·基德、巴吉魯·霍金斯、刮盤人·亞普組成聯盟的消息，為接下來的局勢感到擔憂之餘，獨自在海裡展開旅程，途中偶然救了頭海貓後遇見人類的船隻，並且從人類船員的手裡取得報紙，從而獲知魯夫和羅結盟的消息，更意外和前飛行海賊團成員大入道海神成爲朋友，化解其與海獸間的衝突，並於旅行期間偶然發現其中一個歷史本文。
後來吉貝爾出現在「BIG MOM」的面前呈獻自己發現的歷史本文並宣布要退出她的旗下，被對方威脅要退出旗下就得透過射輪盤選擇犧牲的代價，吉貝爾本因為「BIG MOM」於守護魚人島有恩欲依她的規矩行事，但隨後查覺到轉盤其實是精心設計的惡意陷阱（輪盤上的數字等同犧牲的夥伴數量），最後未射輪盤便自行離去。不久魯夫和娜美被「BIG MOM」復仇軍團擊敗，囚禁在「BIG MOM」的19子蒙德爾的書裡世界期間，吉貝爾現身擊敗負責看守兩者的「BIG MOM」的五子歐珮拉，放火燒毀蒙德爾的書籍成功解救包含魯夫和娜美在內所有被囚禁的對象，還和喬巴、同行的純毛族人凱洛特及佩特羅會合，成功救走被「BIG MOM」留在房間的布魯克。吉貝爾向魯夫和香吉士說明「BIG MOM」旗下匯集眾多強者絕不容小覷，加上得知歸順「BIG MOM」的超新星卡波涅·培基欲取「BIG MOM」性命的真實意圖，認為此時應減少為敵人數，遂說服魯夫等人和培基合作對抗「BIG MOM」，交代太陽海賊團副船長阿拉丁帶著太陽海賊團離開托特蘭。「BIG MOM」和賓什莫克家族聯姻茶會偕同魯夫等人現身，自稱向魯夫等人透露「BIG MOM」的弱點，同時表態正式退出「BIG MOM」旗下、加入魯夫等人，並以不得傷及其他人為條件，和「BIG MOM」當面做出了斷，由於抱持無畏的心境面對，從而令「BIG MOM」靈魂對話的能力無效化。吉貝爾偕同魯夫等人逃離「BIG MOM」的旗下軍團追殺的期間，指揮千陽號上的一行人，以己身之力操控船帆與船舵，幫助眾人避開「BIG MOM」利用果實能力操控的海浪。看到太陽海賊團為了協助一行人逃走不惜以海賊船負責擋住砲火對抗「BIG MOM」的旗下軍團，對此向魯夫表示自己要和他們一起負責殿後，並約定在和之國會合。
不久後抵達和之國回歸草帽海賊團的行列並正式參戰，成功潛入鬼島大本營，之後聽聞魯夫想到基德容易惹事想去阻止，便讓魯夫單獨行動、索隆也緊追在後，但因他還不了解魯夫和索隆兩人容易惹事的個性，讓娜美、香吉士、騙人布、喬巴聽到此事後大為震驚。接著對上「飛六胞」福茲胡，最終戰勝。

## 備註
1. ↑  鄉里大輔於2010年1月17日疑似自殺身亡，吉貝爾的配音工作在動畫440集後由寶龜克壽接替。
2. ↑  回太陽海賊團與船員們別離，與BIG MOM做切割。